# Vidua camerunensis
Vidua camerunensis là một loài chim trong họ Viduidae.